# Giovanni Castiglione (1742–1815)
Giovanni Castiglione (ur. 31 stycznia 1742 w Ischia di Castro, zm. 9 stycznia 1815 w Osimo) – włoski kardynał.

## Życiorys
Urodził się 31 stycznia 1742 roku w Ischia di Castro. Studiował na La Sapienzy, a następnie został kanonistą Penitencjarii Apostolskiej. 23 lutego 1801 roku został kreowany kardynałem in pectore. Jego nominacja na kardynała diakona została ogłoszona na konsystorzu 17 stycznia 1803 roku i nadano mu diakonię Santa Maria in Domnica. 11 stycznia 1808 roku został biskupem Osimo, a dwadzieścia dni później przyjął sakrę. Zmarł 9 stycznia 1815 roku w Osimo.